# Lac la Loche
Lac la Loche är en sjö i Kanada.   Den ligger i regionen Abitibi-Témiscamingue och provinsen Québec, i den sydöstra delen av landet, 250 km nordväst om huvudstaden Ottawa. Lac la Loche ligger 331 meter över havet. Arean är 7,9 kvadratkilometer. Den sträcker sig 6,9 kilometer i nord-sydlig riktning, och 3,6 kilometer i öst-västlig riktning.
I omgivningarna runt Lac la Loche växer i huvudsak blandskog. Trakten runt Lac la Loche är nära nog obefolkad, med mindre än två invånare per kvadratkilometer.